# Nong Bua Lamphu Province Stadium
Das Nong Bua Lamphu Province Stadium (Thai สนามกีฬาจังหวัดหนองบัวลำภู) ist ein Mehrzweckstadion in Nong Bua Lamphu in der Provinz Nong Bua Lamphu, Thailand. Es wird derzeit hauptsächlich für Fußballspiele genutzt und ist das Heimstadion vom thailändischen Erstligisten Nongbua Pitchaya Football Club. Das Stadion hat eine Kapazität von 4333 Personen. Eigentümer und Betreiber des Stadions ist die Nong Bua Lamphu Provincial Administrative Organization.

## Nutzer des Stadions
| Verein              | Zeitraum der Nutzung |
| ------------------- | -------------------- |
| Nongbua Pitchaya FC | 2010 bis heute       |